# Dean Wilson
Dean Wilson (Schotland, 28 december 1991) is een Brits motorcrosser.

## Carrière
Wilson werd geboren in Schotland, maar groeide op in Canada. Tegenwoordig woont hij in de Verenigde Staten.
Wilson werd Amerikaans Nationaal Kampioen in de Outdoors in 2011, met Kawasaki. In zowel 2011 als 2012 werd hij vice-kampioen in het West Coast Supercross-kampioenschap. Hij is al fabriekspiloot geweest voor Kawasaki, KTM en tegenwoordig voor Husqvarna.
Wilson was al meerdere malen lid van het Britse team in de Motorcross der Naties.